# 第1周期元素
第1周期元素是元素周期表中第一行（即元素周期）的元素。周期表按原子序数排列，以说明元素的化学行为随原子序数增加的周期性（重复）趋势：当它们的化学行为开始重复时，新的周期开始，这意味着类似元素会排到相同的族。第一周期包括的元素数量比任何周期少，只有两个，也就是氢和氦。这种情况可以用原子结构的现代理论来解释。在量子力学原子结构的描述中，该周期对应1s轨道的填充。第一周期元素遵守二隅体规则，它们需要两个电子来填满价电子层。
氢和氦是最古老，也是宇宙中最多的元素。

## 周期性
其它的周期都有至少八个元素，对研究周期内的周期性有时会有用。不过，第1周期元素只有两个元素，因此这个周期性研究不适用于此。
在普通的元素周期表中，氦一般都归类于惰性气体中，也就是 IUPAC 的18族元素。不过氢的化学性质很特殊，不能轻易地被归类为任何一族。

## 第1周期元素在元素周期表里的位置
第一个电子层，n = 1，只有一个电子轨道。因此，第1周期元素的价电子最多只有两个电子，都在1s轨道上。第一个电子层缺少1p或任何其他类型（如：1d）的轨道。这是由于量子数上的一般的l < n约束所导致的。因此，第1周期元素只有两个。尽管氢和氦都是s区元素，它们的性质和其它s区元素很不同。它们的行为与其他s区元素非常不同，以至于在周期表中应将这两个元素放在何处存在很大的分歧。
氢属于碱金属，被放置在锂之上。它有时被放在碳之上，氟之上，同时放在锂和氟上方（出现两次），或浮在元素周期表上而不归类于任何一族。
氦有着完整的价电子层，所以几乎都放在氖（是p区元素）之上，属于惰性气体一族。不过，由于外层都有两个电子，氦有时会放在铍之上。

## 元素
| S區塊 |

| 原子序 | 元素符號 | 中文名稱 | 族      | 元素分區 | 電子排布 | 電子層 | 備註                                    |
| ------ | -------- | -------- | ------- | -------- | -------- | ------ | --------------------------------------- |
| 1      | H        | 氫       | 1族、s1 | s區      | 1s1      | 1      | 第一個s區元素，也是週期表中第一個元素。 |
| 2      | He       | 氦       | 8族、s2 | s區      | 1s2      | 1      |                                         |

### 氢

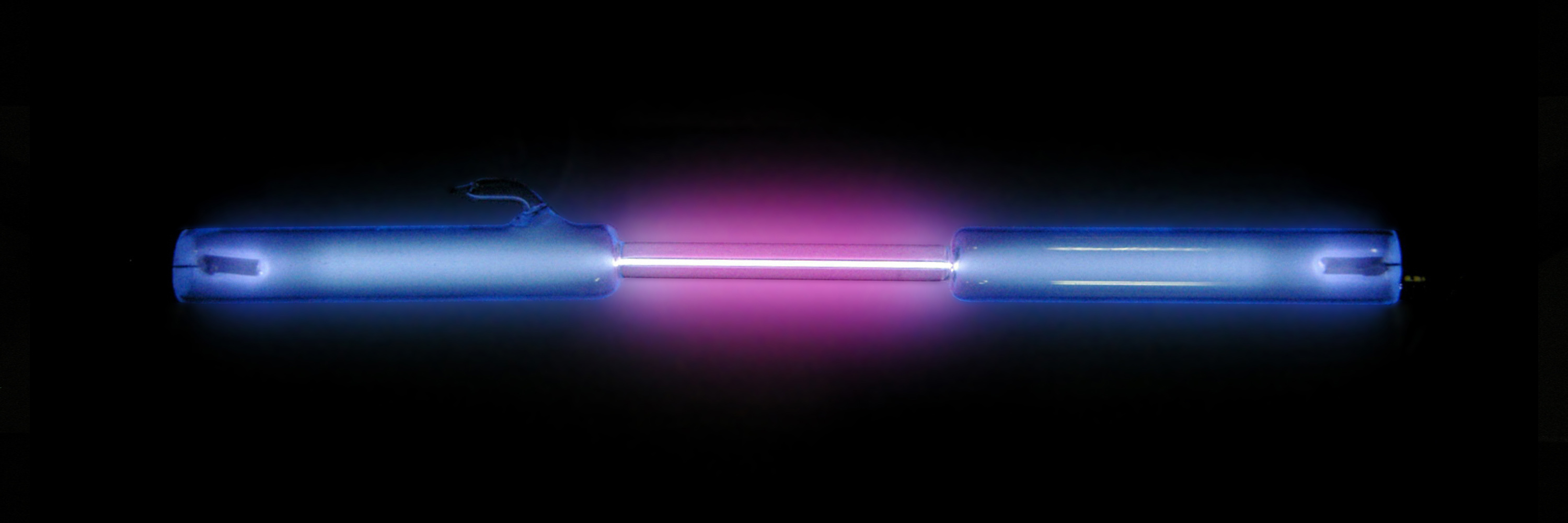
氢放电管

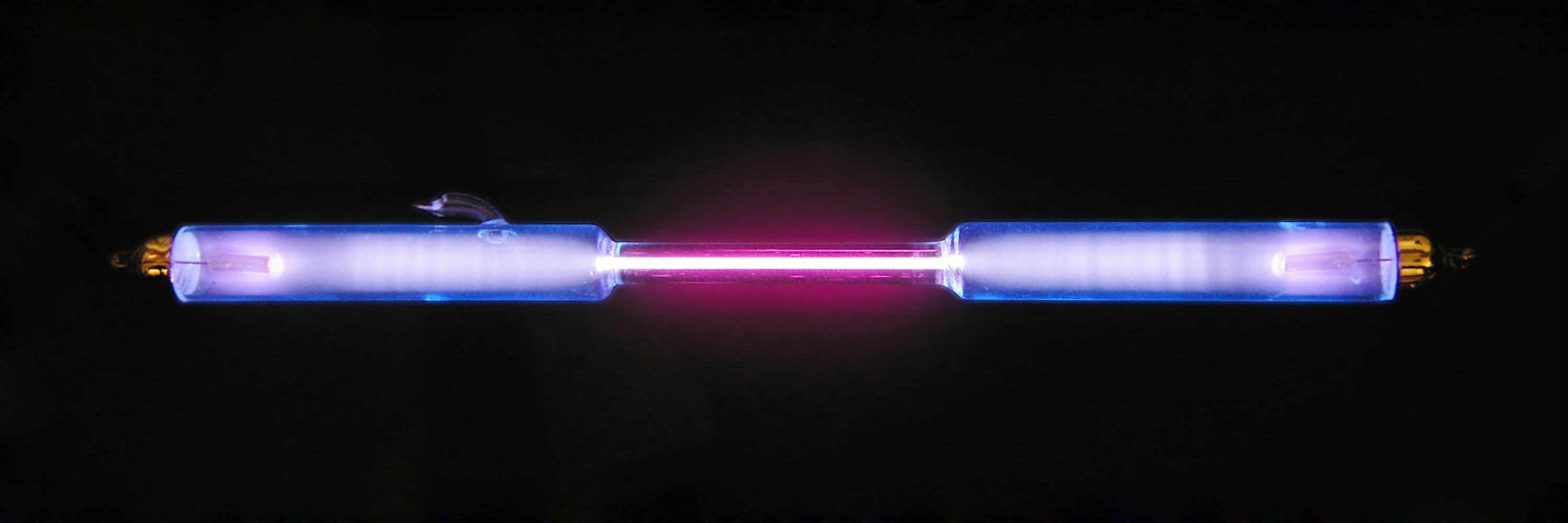
氘放电管

氢 (H) 是一种化学元素，原子序数为 1。在标准情况下，氢是一种无色、无臭、非金属性、无味且极度易燃的双原子气体，分子式 H2。氢是最轻的元素，原子量 1.00794 amu。
氢是丰度最高的化学元素，占了75%的宇宙原子质量。恒星在主序星阶段时的主要成分就是等离子态的氢。自由氢气在地球较稀有，工业制氢气技术方法就是以碳氢化合物如：甲烷为原料制成的。之后，大部分氢气在生产现场直接使用，在化石燃料升级（例如加氢裂化）和氨的生产（主要用于化肥市场）之间平均分配。氢气也可以由电解水产生，不过成本要比用碳氢化合物为原料的制法高。
天然氢中含量最高的同位素是氕有一个质子且没有中子。在离子化合物里，它可以被电离成氢正离子，也就是质子或氢负离子，是氢化物中的阴离子。氢可以形成很多化合物，例如水和几乎所有的有机化合物。在酸碱质子理论中，许多反应涉及可溶分子之间的质子交换。这时，氢阳离子起到了特别重要的作用。作为唯一薛定谔方程有解析解的中性原子，氢原子的能级和原子光谱的研究在量子力学的发展中起着关键作用。
氢与各种金属的相互作用在冶金中非常重要，因为许多金属会遭受氢脆，并需开发安全的方式来储存它作为燃料。氢在许多由稀土金属和过渡金属组成的化合物中可溶，也可以溶于晶体和无定形体金属中。氢在金属中的溶解度会受到金属晶格中局部变形或杂质的影响。

### 氦

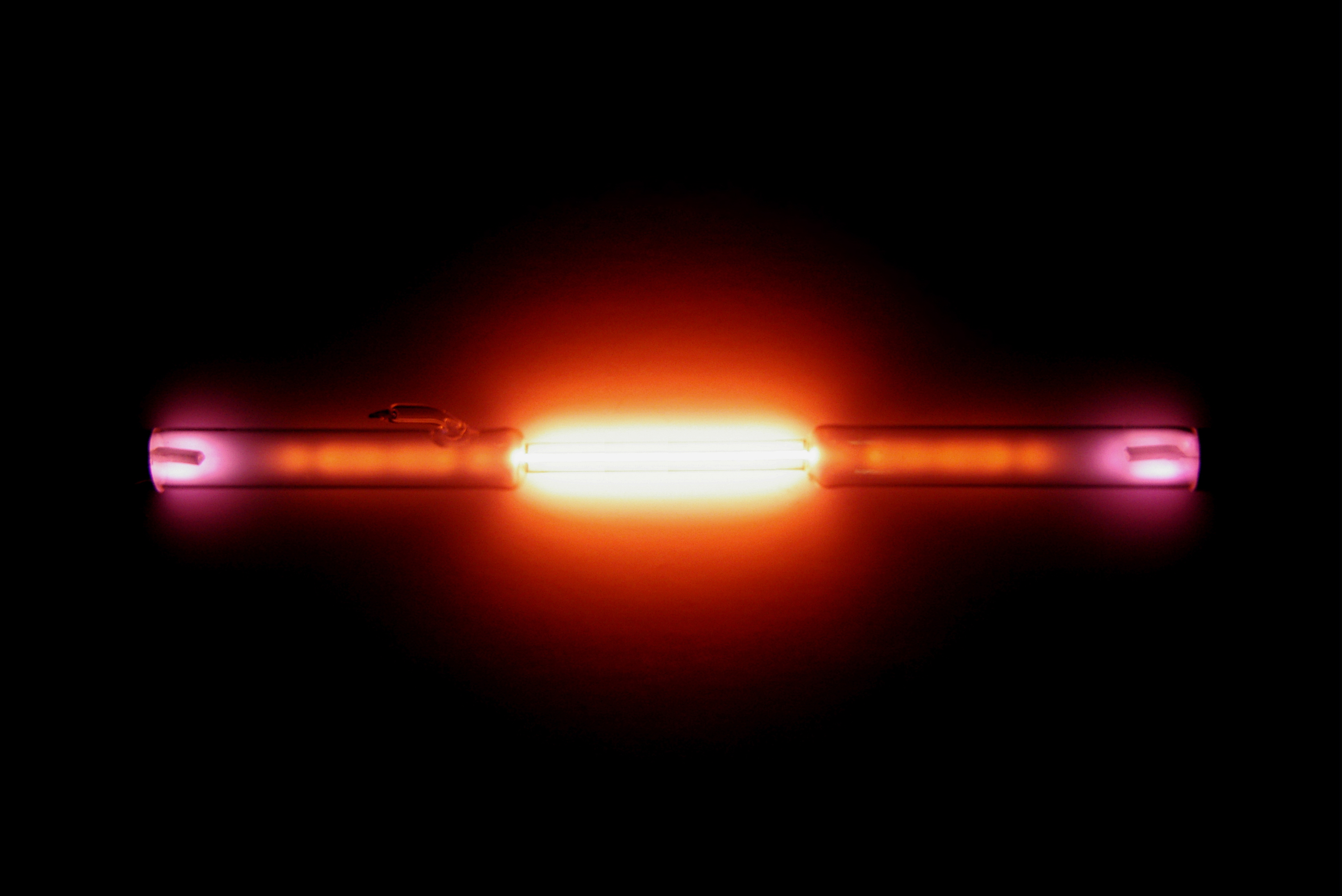
氦放电管

氦 (He) 是一种无色、无臭、无味、无毒的惰性单原子元素，是第一个惰性气体，原子序数为 2。它的沸点和熔点是所有元素中最低的。除了在某些极端条件下，氦都是气体。
氦气是由法国天文学家皮埃尔·让森在1868年发现的，他首先发现氦是从日蚀中发现的。在1903年，美国天然气田发现了大量的氦气，这是迄今为止最大的氦气供应源。氦气可用于低温物理学、在深海呼吸系统中、冷却超导磁铁、用于氦测年法、用于充气气球、用于在飞艇中提供升力、以及作为工业用保护气体，例如电弧焊和制作硅晶片。吸入少量氦气会暂时改变人类声音的音色。液态氦-4的两个流体相（氦I和氦II）的行为对于研究量子力学，特别是超流体的现象的研究人员来说非常重要，以及研究物质的温度接近绝对零度会产生什么影响，例如超导性。
氦是第二轻的元素，也是可观测宇宙中第二丰富的元素。大部分氦是从大爆炸产生的，不过氢在恒星中核聚变也会产生新的氦。在地球，氦是稀有的物质，由放射性元素的阿尔法衰变而成，因为阿尔法粒子就是氦-4的原子核。这些氦被困在天然气里，其中天然气的氦比例可达7%。人们从中可以通过称为分馏的低温分离工艺从中进行萃取。